# 沃氏蛇綿鳚
沃氏蛇綿鳚，為輻鰭魚綱鱸形目绵鳚亞目绵鳚科的其中一種，分布於北太平洋區的白令海西部海域，屬深海底棲性魚類，棲息深度在水深3940公尺，體長可達20.5公分。

## 扩展阅读
維基物種上的相關：沃氏蛇綿鳚